# Mario Martín
Mario Martín (Madrid, 27 luglio 1949) è un attore spagnolo.

## Biografia
È apparso in numerose serie televisive e anche in diversi film; in Italia è noto soprattutto per il personaggio di Don Anselmo nella telenovela Il segreto e per il personaggio di Roman, padre di Lola, in Paso adelante.

## Filmografia parziale
- Zapico (1996)
- Sfida per la vittoria (A Shot at Glory), regia di Michael Corrente (2000)
- Black Symphony, regia di Pedro L. Barbero e Vicente J. Martín (2001)
- Paso adelante (2002-2005)
- Il mio nuovo strano fidanzato (Seres queridos), regia di Dominic Harari e Teresa Pelegri (2004)
- Spinnin' (2007)
- Il segreto (2011-2019)